# イオ (製作会社)
株式会社イオは1981年8月1日に設立された映画制作プロダクションで小松左京の事務所である。

## 歴代社長
- 初代　1981.08～1992.09　-　小松左京
- 2代目　1992.10～現在　-　乙部順子

## 歴代役員
- 田中友幸（1990年9月まで）
- 松岡功
- 鹿内春雄（取締役）
- 川崎三郎（取締役）
- 高松繁子（取締役）
- 有田謙就（監査役）

## 代表作
- 「さよならジュピター」
- 「首都消失」

## 出資会社
- 東宝
- ソニー
- 電通
- フジテレビジョン
- ウシオ電機